# Ethylbiscoumacetat
Ethylbiscoumacetat ist der internationale Freiname von Bis(4-hydroxy-2-oxo-2H-chromen-3-yl)-essigsäureethylester, einer chemischen Verbindung aus der Gruppe der 4-Hydroxycumarine mit antikoagulierender Wirkung. Es wurde in den 1950er Jahren unter dem Handelsnamen Tromexan von dem Schweizer Pharmaunternehmen J. R. Geigy vermarktet.

## Chemie
Ethylbiscoumacetat kristallisiert in zwei unterschiedlichen Formen (Bimorphismus), die sich durch ihren Schmelzpunkt unterscheiden.

## Klinische Angaben

### Anwendungsgebiete (Indikationen)
Es wird zur kontrollierten Antikoagulation verwendet, zum Beispiel bei der Behandlung oder zur Vorsorge bei Neigung zu thrombotischen Erkrankungen.

### Unerwünschte Wirkungen (Nebenwirkungen)
Als mögliche Nebenwirkung kann Ethylbiscoumacetat aufgrund seiner Hemmung der Gerinnung Blutungen und Hämatome erleichtern, es können aber auch Fieber, Übelkeit und Durchfall auftreten oder Exantheme der Haut.

## Pharmakologische Eigenschaften

### Wirkungsmechanismus (Pharmakodynamik)
Es entfaltet seine Proteingerinnungshemmung durch die Hemmung der enzymatischen Reduktion des Vitamin K. Dabei wirkt es genauso wie andere Coumarinvarianten, wie beispielsweise Acenocumarol, Dicoumarol oder Warfarin.

### Aufnahme und Verteilung im Körper (Pharmakokinetik)
Ethylbiscoumacetat wird oral aufgenommen und wird schließlich vom Körper weitgehend resorbiert. Im Blutkreislauf bindet und verändert es zu 95 % die Proteine des Blutplasma, schließlich wird es in der Leber wieder abgebaut.